# T-Bull
T-Bull - это одна из самых крупных польских студий-разработчиков специализирующейся на проектировании, создании и распространении авторских игр для мобильных устройств, базирующихся на известных и распространённых мобильных операционных системах: Windows Phone, Android, iOS, BlackBerry. Офис компании расположен во Вроцлаве, в самом известном небоскрёбе страны - Sky Tower.

## История
Студия была основана в 2010 году Дамианом Фиалковским и Гжегожом Зволинским. Сначала компания состояла из команды в количестве 5 человек работающих удалённо. За несколько лет студия превратилась в одну с наиболее известных и динамически развивающихся фирм в штате которой работают более 60 квалифицированных и опытных дизайнеров и программистов, благодаря которым графическое оформление и производительность игр всегда на высоте.
За несколько лет существования на рынке игровой индустрии студия добилась немалых успехов и заработала популярность не только среди обывателей родной страны, но и также на территориях Западной, Центральной Европы, а также - США. Фирма сотрудничает также со странами Восточной Европы, на сегодняшний день фирма активно нацелена на реализацию своих продуктов на китайский рынок.
T-Bull очень гибко адаптируется к условиям и потребностям рынка мобильных игр, предлагая своим пользователям исключительно качественный продукт с высокой производительностью и максимально реалистической 3D графикой! К этому времени фирма выдала более 170 игр. Популярные игры: Best Sniper, Moto Rider GO, Poker Online, Racing Xtreme, Road Racing, Top Speed, Top Bike, Top Boat, Traffic Xtreme и другие.
В 2018 году компания перешагнула рубеж в 322 миллионов скачиваний, а игра Moto Rider GO была загружена более чем 50 млн. игроками со всего мира.
В июле 2016 года компания создала свою научную организацию - Sat Revolution - основной целью которой являются нанотехнологии. На сегодняшний день компания создала механическую руку, управляемую на ментальном уровне -  с помощью мыслей, а также изучает наносателлиты, которые будут использоваться в международных космических агенциях, государственном секторе и в личных целях.

## Собственники и руководство
Основные владельцы компании:
Председатель совета директоров компании, главный управляющий и сооснователь — Гжегож Зволинский (Grzegorz Zwoliński).
Член совета директоров и сооснователь - Дамиан Филковский (Damian Fijałkowski).